# 大莲子湖
大莲子湖是一个位于中国江西省波阳县的湖泊，面积约为2平方千米，平均水深约为3米。